# Містер помилка
«Містер помилка» — турецький серіал у жанрі романтичної комедії, виробництва Gold Film, головні ролі в якому зіграли Джан Яман та Озге Гюрель. Його перший епізод вийшов 26 червня, а фінальний — 2 жовтня 2020 року.

## Сюжет
Озгюр Атасой — молодий і симпатичний чоловік років 30, власник одного з популярних в Стамбулі ресторанів. Він веде вільний спосіб життя, ні до чого не ставиться серйозно після того, як перестав довіряти жінкам, які його зрадили. А Езгі навпаки до всього ставиться серйозно, намагається всім допомагати, навіть жертвуючи собою, вірить у велику любов і хоче створити затишне сімейне гніздечко. Однак у неї нічого не виходить. До 30 років Езгі впадає у відчай, вважаючи що час спливає, а вона все ще не може знайти підходящого чоловіка. Одного разу Озгюр, з яким вони випадково познайомилися, сівши в одне таксі, береться допомогти їй — він пояснить, які вона помилки робить і як себе потрібно вести. Озгюр, навчаючи Езгі премудростям спілкування з представниками протилежної статі, сам того не помічаючи закохується в неї. А вона — в нього.

## Ролі
| Актор              | Роль          |
| ------------------ | ------------- |
| Джан Яман          | Озгюр Атасой  |
| Озге Гюрель        | Езгі Інал     |
| Фатма Топташ       | Джансу Акман  |
| Джемре Гюмелі      | Деніз Копаран |
| Гюрген Оз          | Левент Язман  |
| Серкай Тютюнджі    | Озан Дінчер   |
| Сарп Джан Кьороглу | Сердар Озтюрк |